# Konstantin von Kügelgen

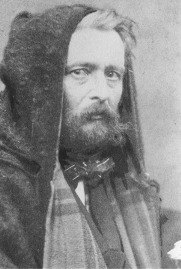
Konstantin von Kügelgen in einer undatierten Photographie

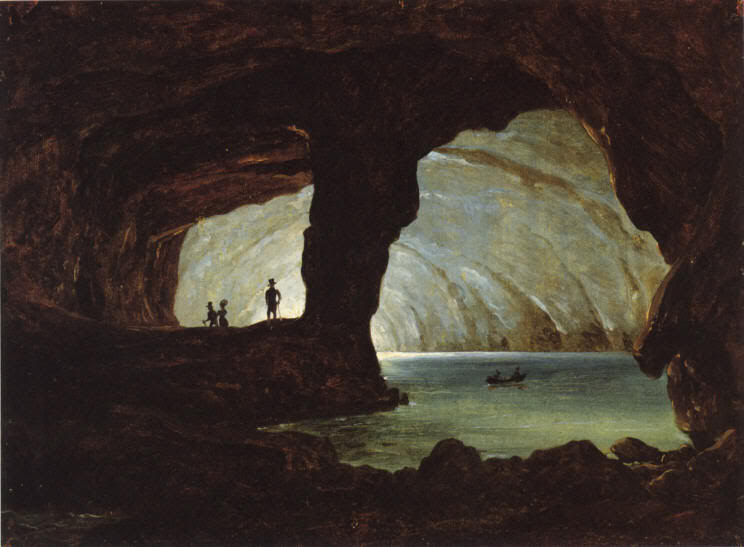
Konstantin von Kügelgen: Die Blaue Grotte bei Capri (1833)

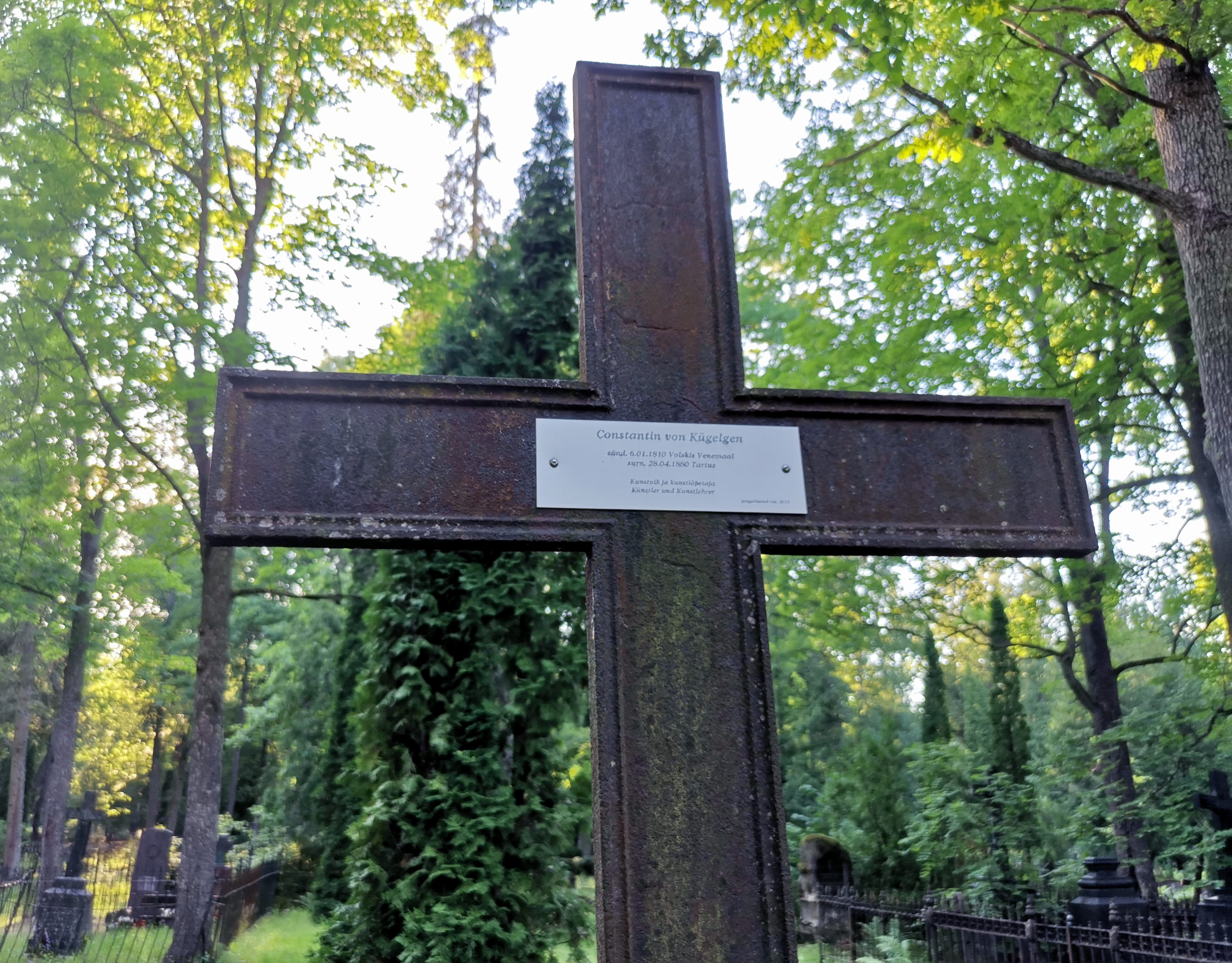
Grab auf dem Friedhof Tartu (Raadi kalmistu)

Konstantin von Kügelgen (* 6. Januar 1810 in Anton, Gouvernement Saratov; † 28. April 1880 in Dorpat, Gouvernement Livland) war ein deutschbaltischer Maler.

## Leben und Werk
Konstantin von Kügelgen wurde als ältester Sohn des Landschaftsmalers Karl von Kügelgen (1772–1832) und dessen Frau Emilie, geborene Zoege von Manteuffel, (1788–1835) geboren. Karl von Kügelgens Zwillingsbruder war der Historien- und Porträtmaler Gerhard von Kügelgen (1772–1820), dessen Ehefrau war Emilies Schwester Helene (1774–1842). Sein Cousin war der Maler und durch sein Buch Jugenderinnerungen eines alten Mannes berühmt gewordene Wilhelm von Kügelgen.
Konstantin von Kügelgen verbrachte seine Kindheit in Kurküll im Gouvernement Estland. Er erlernte die Malerei zunächst bei seinem Vater Karl und wurde zusammen mit seinem Cousin Carl Timoleon von Neff (1804–1876) unterrichtet.
Früh reiste Konstantin von Kügelgen nach Italien. Später schloss sich eine zweijährige Studien- und Arbeitsphase in München an. Nach dem Tod seiner ersten Frau Sally von Zezschwitz (1814–1839) kehrte er ins Baltikum zurück. Dort war er ab 1840 als Zeichenlehrer am Gouvernements-Gymnasium in Reval tätig. Seine zweite Frau Alexandrine (Aline) Zoege von Manteuffel heiratete er am 18. Juli 1840. Sie verstarb bereits 1846. Er heiratete am 12. März 1848 in dritter Ehe eine geborene von Maydell. Ab 1855 lebte er in Dorpat, wo er ab 1865 als Zeichenlehrer am Gymnasium Dorpat wirkte.
In seiner künstlerischen Arbeit konzentrierte sich Konstantin von Kügelgen – wie sein Vater – hauptsächlich auf die Landschaftsmalerei.
Postum erschienen 1881 in der russischen Hauptstadt Sankt Petersburg seine Memoiren unter dem Titel Erinnerungen aus meinem Leben.

## Nachkommen
Konstantin von Kügelgens Sohn aus zweiter Ehe ist der deutschbaltische Journalist Konstantin Paul Gerhard von Kügelgen (1843–1904).
Tochter aus dritter Ehe ist die deutschbaltische Malerin Sally von Kügelgen (1860–1928).